# Средняя Муя
Средняя Муя — село в Усть-Удинском районе Иркутской области.

## География
Село находится в 54 км от центра района. Стоит на реке Ангара.

## Население
По данным Всероссийской переписи населения 2010 года население села составило 1036 человек.

## Власть
Село в административном плане относится к Среднемуйскому муниципальному образованию Усть-Удинского района
Иркутской области.